# Акулово (Первомайський район)
Акуло́во (рос. Акулово) — село у складі Первомайського району Алтайського краю, Росія. Адміністративний центр Акуловської сільської ради.

## Населення
Населення — 773 особи (2010; 710 у 2002).
Національний склад (станом на 2002 рік):
- росіяни — 97 %